# 靴下にゃんこ
靴下にゃんこ（くつしたにゃんこ）は、サンエックス社のキャラクター。トヤヨシエ作。名前の通り靴下をはいている猫のキャラクターである。同社の公式携帯サイト『San-Xネットmini』が初出。サイトで人気キャラとなったため、2007年9月からキャラクターグッズが発売された。

## キャラクター

### 靴下にゃんこ
靴下にゃんこは本当に靴下をはいた黒猫。猫種のボンベイからボンちゃんと呼ばれているという。音楽のお仕事をする「パパ」とともに暮らしており、パパのピアノが大好き。靴下に穴があいていることもある。右の後ろ足の肉球に熊の顔の落書きがある。雨の日はお気に入りの長靴でお出かけすることも。絵本では、一人暮らしのOLのもとに迷い込んできて住み着いた。スリッパに靴下を隠している。朝6:00に起床。家主があんまりにも起きないとジャンプして体の上に乗ってくる。朝6:30に、朝ご飯とお見送りをする。夜8:00に家主が帰宅するのを玄関で待っている。本来猫は夜行性だが、靴下にゃんこは夜12:00に家主にあわせて就寝する。マトリョーシカなどさまざまなコスプレをする。こわがり。かわいいもの好き。木登りはできるが、降りることができない。チーズが好物。

### ノルッチ
靴下にゃんこに拾われ、一緒に暮らしているミルクティー色のノルウェージャンフォレストキャットの赤ちゃん猫。びっくりすると目を開く。靴下にゃんこがノルッチの面倒をみているが、家主はノルッチの存在を知らない。ロッシーはノルッチのことが好きで遊びたがっているが、ノルッチはロッシーのことをあまり好きではなく微妙な関係である。しかし、靴下にゃんこがの姿が見えなくなったときには、協力し合った。グルメ。パセリが好物。喜怒哀楽が激しい。体重は約リンゴ1個分。

### ロッシー
ロシアンブルーの仔猫。やんちゃで遊び盛り。ひとなつっこい。絵本では2巻から登場、靴下にゃんこと暮らすOLが、ペットショップで買ってきた。肉球はピンク色で毛はダブルコート。外に出るのは苦手。

### バミちゃん
靴下にゃんこと一緒にくらしている、茶色の猫。猫種のバーミーズからバミちゃんと呼ばれる。恥ずかしがりやで人見知り。食器の中に入って、チョコレートのふりをすることもある。絵本では1巻で靴下にゃんこの夢に登場。その後の3巻で公園を散歩中に弱っていたところを発見、保護され一緒に暮らす事となる。

### シロちゃん
雑貨屋さんの白猫。靴下にゃんこが大事にしているぬいぐるみによく似ている。靴下にゃんことは、出会った瞬間仲良くなった。2012年8月発売の「シロちゃんに出会いました」シリーズのキャラクター。2012年11月発売の「猫町おさんぽシリーズ」にも登場。

### チャコちゃん
靴下にゃんこの飼い主の友人の茶トラの猫。ロッシーと同じくらいヤンチャ。ガーデンパーティで靴下にゃんこと出会う。家には、バラやハーブがいっぱいの庭や、ピアノもおいてある。2011年5月発売の「しっぽとにくきゅう」シリーズが初登場。他には、2011年11月発売の肉球シリーズ、2012年11月発売の「猫町おさんぽ」シリーズにも登場。

### ピエール
一人暮らしのOLが靴下にゃんこと一緒にフランス旅行に出かけた時、宿泊したパリのホテルで働いていた猫。大柄で長毛。真面目な性格。靴下にゃんこと一緒に、迷い猫の家を探してくれた。絵本の4巻に登場。

### シモンニイサン
ピエールの兄貴分。見た目は怖いが、本当は優しい。死んでしまった飼い主の墓を離れない。絵本の4巻に登場。

### ゴンゾー
絵本の5巻と7巻に登場。キジトラ、ハチワレ、チビと一緒に、ごみ袋に入れ捨てられていたところを、一人暮らしのOLによって助けられる。なかなか良い里親に巡り会わなかったが、一人暮らしのOLの近所に住んでいた男性に引き取られ、「メープル」と名付けられる。引き取られた後も、靴下にゃんこたちに会いにやって来る。

### キジトラ、ハチワレ、チビ
絵本の5巻に登場。ゴンゾーと一緒に捨てられていた猫たち。チビは、拾われたときにすでに死んでしまっていた。キジトラとハチワレは、同じ里親の元に引き取られる。

### ネコガミ
絵本の5巻に登場。猫の神様。魔法の杖を振って、願い事を叶えてくれる。長毛種で、ノルッチをおじいさんにしたような見た目。ゴンゾーの里親が見つからないとき靴下にゃんこが「トリアエズカミダノミ！！」と言ったことを聞いて現れた。

### イリオモテヤマネコ
絵本の6巻に登場。故郷の沖縄を目指して動物園から脱走した所でノルッチを探す靴下にゃんこ達と出会う。テレビで動物園にいる両親の姿を目にし、故郷を目指す事をあきらめる。その後、靴下にゃんこ達の協力で動物園に帰っていく。

### 福ちゃん
三毛猫。

## グッズ
- 2007年9月最初のキャラクターグッズ。
  - くったりぬいぐるみ
  - 携帯パペットクリーナー
  - ぬいぐるみホルダー（バッグ入りポーズ、パペットポーズ）
  - ぬいぐるみコインケース
  - ペンポーチ
  - マスコット付ストラップ
  - マスコットホルダー（黒猫パペットor白猫パペットを持っている）
- 2007年12月グッズ第2弾。
  - マグカップ 全2種
  - ぬいぐるみホルダー 全2種
  - ぬいぐるみ小物入れ
  - ぬいぐるみペンポーチ
  - 携帯スタンドぬいぐるみ
  - くったりぬいぐるみ（長靴）
- 2008年4月発売「楽しい日々のくらし」シリーズ。
- 2008年5月ぬいぐるみアイテム新商品。
- 2008年8月「小さな旅のはじまり。」シリーズ。
- 2008年11月マトリョーシカシリーズ。
- 2009年2月-4月「春になったら靴下にゃんこがお手伝い！？」シリーズ。
- 2009年8月「雑貨モチーフ」シリーズ。
- 2009年10月靴下にゃんこの顔のポーチ、バッグ等。
- 2009年11月-12月「猫カフェ」シリーズ。
- 2010年3月「ピクニック」シリーズ。
- 2010年4月カラフルな水玉とロゴデザインの新商品。
- 2010年5月「大好き音楽」シリーズ。
- 2010年8月「I LOVE kutusita」シリーズ。
- 2010年10月「靴下にゃんこのお友達」シリーズ。
- 2010年11月「猫のヒミツ集会」シリーズ。
- 2010年12月文房具各種、スイーツデザインのランチグッズ。
- 2011年2月-3月「ロマンチック音楽」シリーズ。
- 2011年3月「香水瓶モチーフのデザイン」と「バカンスデザイン」。
- 2011年5月「しっぽとにくきゅう」シリーズ。
- 2011年9月「音楽＋ロンドン」シリーズ。
- 2011年11月「ぷにぷに肉球」アイテム。
- 2012年3月「山猫レシピ」シリーズ。
- 2012年8月「シロちゃんに出会いました」シリーズ。
- 2012年11月「猫町おさんぽ」シリーズ。
- 2013年3月「ストロベリー」シリーズ。
- 2013年9月「音楽」シリーズ。
- 2013年11月「猫まるまる」テーマ。
- 2014年2月「ナチュラル・ミュージック」テーマ。
- 2014年7月「CAT&DOT」テーマ。
- 2014年11月「ハッピーカム！カム！」テーマ。
- 2015年4月「イングリッシュ・ガーデン」テーマ。
- 2015年10月「猫の演奏会」テーマ。
- 2016年2月「クローバーあんどはっぴーふれんず」テーマ。

## キャラクター絵本
2014年5月現在、7巻まで発売中。
公式の設定とは異なり、一人暮らしのOLの家に迷い込んできた靴下にゃんことその仲間達の騒動を描いている。
- 『靴下にゃんこ—毎日なんだかシアワセ』（トヤ ヨシエ、主婦と生活社、2008年3月14日、ISBN 9784391135794）
- 『靴下にゃんこ2—ようこそ小さなトモダチ』（トヤ ヨシエ、主婦と生活社、2009年4月3日、ISBN 9784391137668）
- 『靴下にゃんこ3—季節はずれのクツシタ』（トヤ ヨシエ、主婦と生活社、2010年2月12日、ISBN 9784391138634）
- 『靴下にゃんこ4—裏路地の奥はタソガレ』（トヤ ヨシエ、主婦と生活社、2011年3月25日、ISBN 9784391140361）
- 『靴下にゃんこ5—旅立ちはいつもアオゾラ』（トヤ ヨシエ、主婦と生活社、2012年3月30日、ISBN 9784391141689）
- 『靴下にゃんこ6—いちばん近くのドコカデ』（トヤ ヨシエ、主婦と生活社、2013年3月29日、ISBN 9784391143492）
- 『靴下にゃんこ7—出逢いはイタズラな鏡』（トヤ ヨシエ、主婦と生活社、2014年4月28日、ISBN 9784391145137）

## CD
- 商品名：靴下にゃんこ〜おうちでショパン【カラーブックレット付き】
- 演奏者：ウラディーミル・アシュケナージ
- 商品種別：音楽CD
- 発売日：2010年4月28日
- 販売元：ユニバーサルミュージック
- 規格番号：SAN-1001
- JAN：4988005590596
- 【収録内容】
  - 全10曲　※下記楽曲リスト参照
  - 「靴下にゃんこ」ショート・アニメ（約10秒）＊PCで再生可能
  - オールカラー16Pブックレット（曲目リスト、楽曲解説、「靴下にゃんこ」イラスト入り）
    - 1-1：ねこのワルツ（ワルツ第4番）
    - 1-2：蝶々のエチュード
    - 1-3：マズルカ第5番
    - 1-4：黒鍵のエチュード
    - 1-5：華麗なる大円舞曲
    - 1-6：幻想即興曲
    - 1-7：英雄ポロネーズ
    - 1-8：別れの曲
    - 1-9：ノクターン第2番
    - 1-10：子守歌

## ゲーム版
『靴下にゃんこ〜靴下をはいた猫とくらしはじめました。〜』（株式会社ディースリー・パブリッシャー、2009年7月30日）
ストーリー
ある日突然、靴下にゃんこがプレイヤーのところへ迷い込んでくる。プレイヤーは、靴下にゃんことの生活の様子をブログにアップして、元の飼い主を捜していく。
商品情報
- ジャンル：にゃんこふれあいゲーム
- ハードウェア：ニンテンドーDS
- プレイ人数：1人
- 発売日：2009年7月30日